# Luis Gilabert Ponce
Luis Gilabert Ponce (Valencia, 21 de junio de 1848-Valencia, 20 de septiembre de 1930) fue un escultor español.

## Biografía
Luis Gilabert, familiarmente conocido como "Chilabert", comenzó su formación en el taller de Antonio Esteve Romero, ampliándola en la Real Academia de Bellas Artes de San Carlos con  Francisco Molinelli Cano.
En 1878 optó a la plaza de pensionado en Roma, presentando (en yeso) la figura de El Soldado de Maratón, quedando en segundo lugar.
En 1894 ocupó el cargo de escultor anatómico de la Facultad de Medicina de Valencia para la que realizó gran número de piezas anatómicas, bustos y medallones de catedráticos como los de: Enrique Ferrer y Viñerta, Amalio Gimeno Cabañas, Jaime Ferrán Clúa, Pascual Garín Salvador, Peregrín Casanova Ciurana, Vicente Peset Cervera, Santiago Ramón y Cajal, Darwin y un largo etcétera. 
Realizó también numerosas figuras en yeso y barro cocido, de pequeño formato, representando escenas costumbristas. Fue designado académico de número en 1907, siendo más tarde, consiliario tercero de dicha Academia de San Carlos.

## Obras

### Bustos

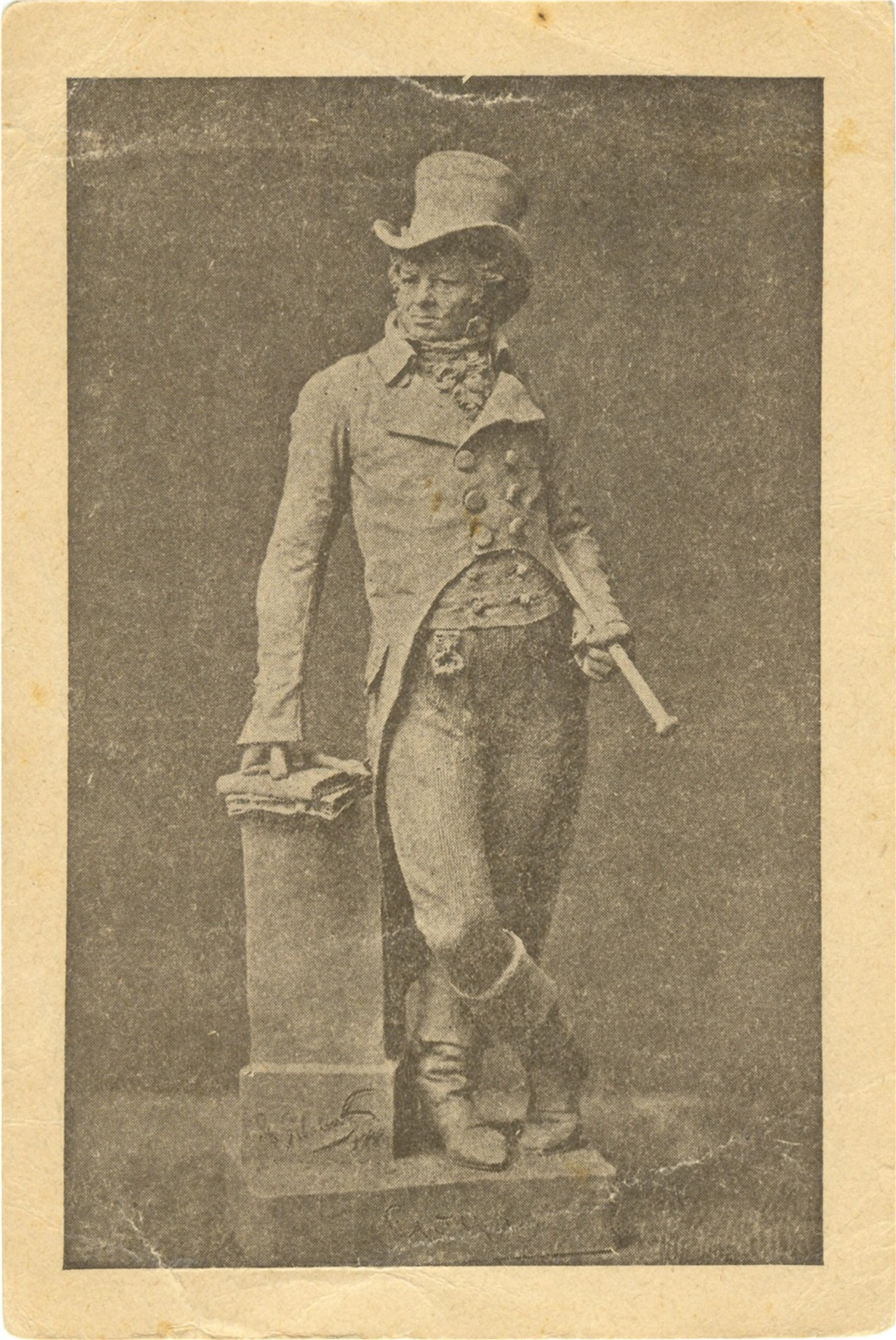
L.Gilabert Goya

- D. José Peris y Valero (bronce), fundido por Ríos, que preside el mausoleo proyectado en 1877 por el arquitecto D. Antonio Martorell y Trilles , Cementerio General de Valencia.
- Emmo. Sr. Antolín Monescillo (barro cocido), Museo de Bellas Artes de Valencia, 1877.
- Emmo. Sr. Mariano Benito Barrio Fernández (barro cocido), 1877.
- S.M. María de las Mercedes de Orleans (barro cocido), 1878.
- D. José Colomina Arqués, marqués de Colomia (barro cocido), 1878.
- Dña. Leonor Rigalt y Muns (barro cocido), 1878.
- D. General Despujol (barro cocido), 1878.
- Mariano Aser Iranzo (yeso), 1879.
- S.M. María Cristina de Habsburgo-Lorena (bronce), fundido por  Ríos, Palacio Real de Riofrío, (Segovia), 1879.
- D. Valero Cases (bronce), fundido por Ríos, Escuela de Artesanos, 1880.
- D. Antonio Romero Ortiz, medalla-retrato, (yeso), 1880.
- Dr. D. José Ortolá y Gomis (barro cocido), 1881.
- S.M.  Alfonso XII (bronce), fundido por Ríos, San Lorenzo de El Escorial,1883.
- D. Benito Sanz y Forés, obispo (bronce), fundido por Ríos, 1881.
- Dr. D. Antonio Sánchez y Almodovar (barro cocido), 1882.
- D. Joaquín Pacheco y Colás (barro cocido), 1882.
- D. Venancio González y Fernández (barro cocido), 1882.
- D. Cayetano Borso di Carminati (militar)[2] (barro cocido), 1883.
- D. José María Pastor y Salvia (barro cocido), 1883.
- D. Nicolás García Caro Vergés y Agustí,[3] primer marqués de Caro (bronce), fundido por Ríos, 1883.
- D. Julián López Chavarri,[4] (bronce), fundido por Ríos, 1883.
- D. Cirilo Amorós y Pastor (hierro), fundido por los hermanos Ferrer, 1884.
- D. Enrique Villarroya y Llorens, marqués consorte de S. Joaquín y Pastor (bronce), fundido por Ríos, 1884.
- D. José Ramón Calvo y Pelarda, (barro cocido), 1887 (*).
- Pintor Ribera, "El Españoleto" , (yeso), 1888.
- Francisco Monzó López (barro cocido), 1889.[5]
- D. Juan V de Lanuza (yeso), 1890.
- Cervantes (barro cocido)
- Goya (barro cocido)
- Sátiro (barro cocido)
- Dr. D. Peregrín Casanova y Ciurana.[6]
- Dr. D. Jaime Ferrán y Clua.
- Dr. D. Enrique Ferrer y Viñerta.
- Dr. D. Pascual Garín y Salvador.
- Dr. D. Amalio Gimeno y Cabañas
- Dr. D. Ramón Gómez Ferrer.
- Manuel Fernández Caballero, ca. 1906 (*)

### Retratos en relieve
- Ricardo Magdalena, 1895.

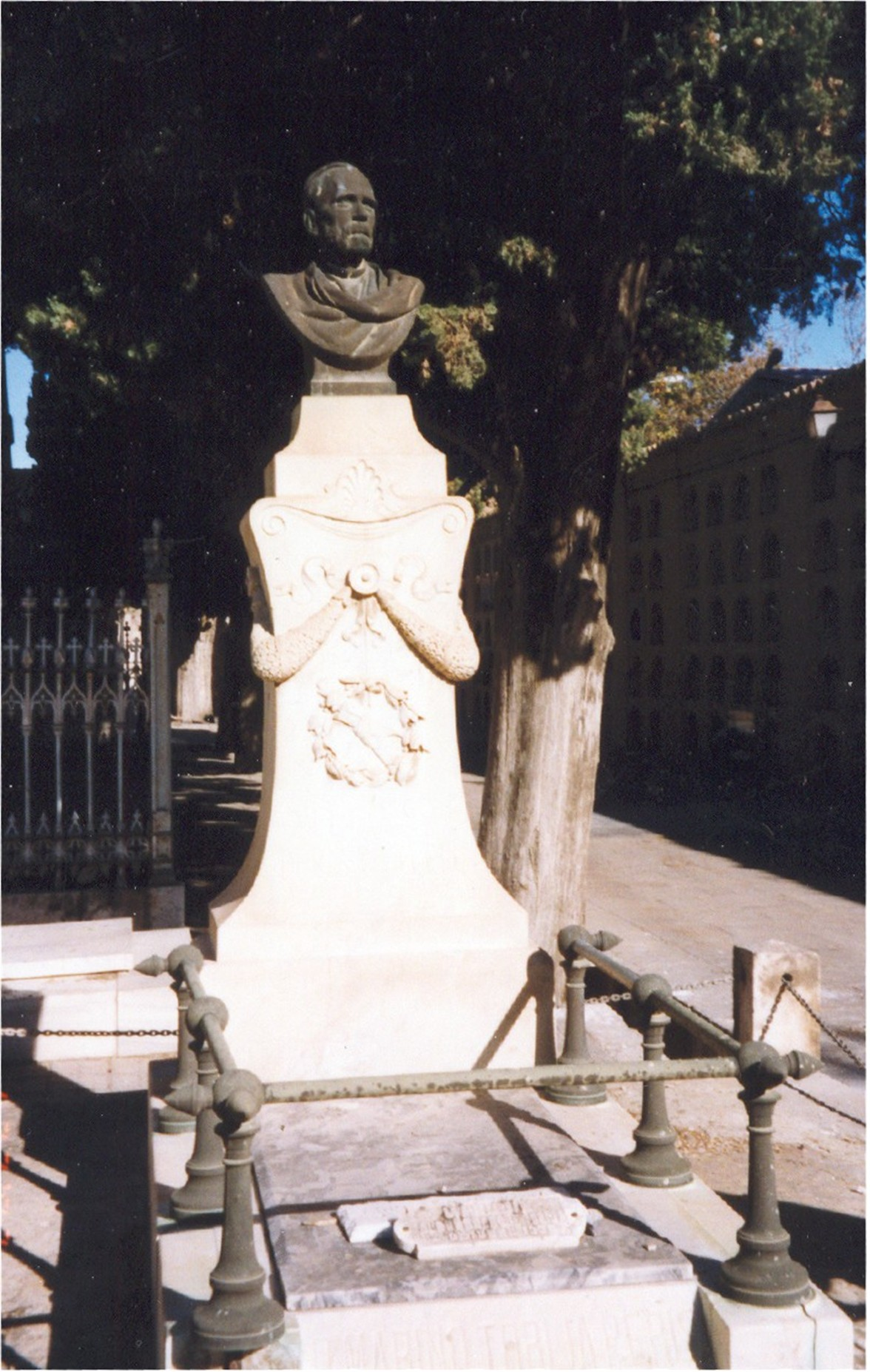
Panteón Peris y Valero. Cementerio General de Valencia L.Gilabert
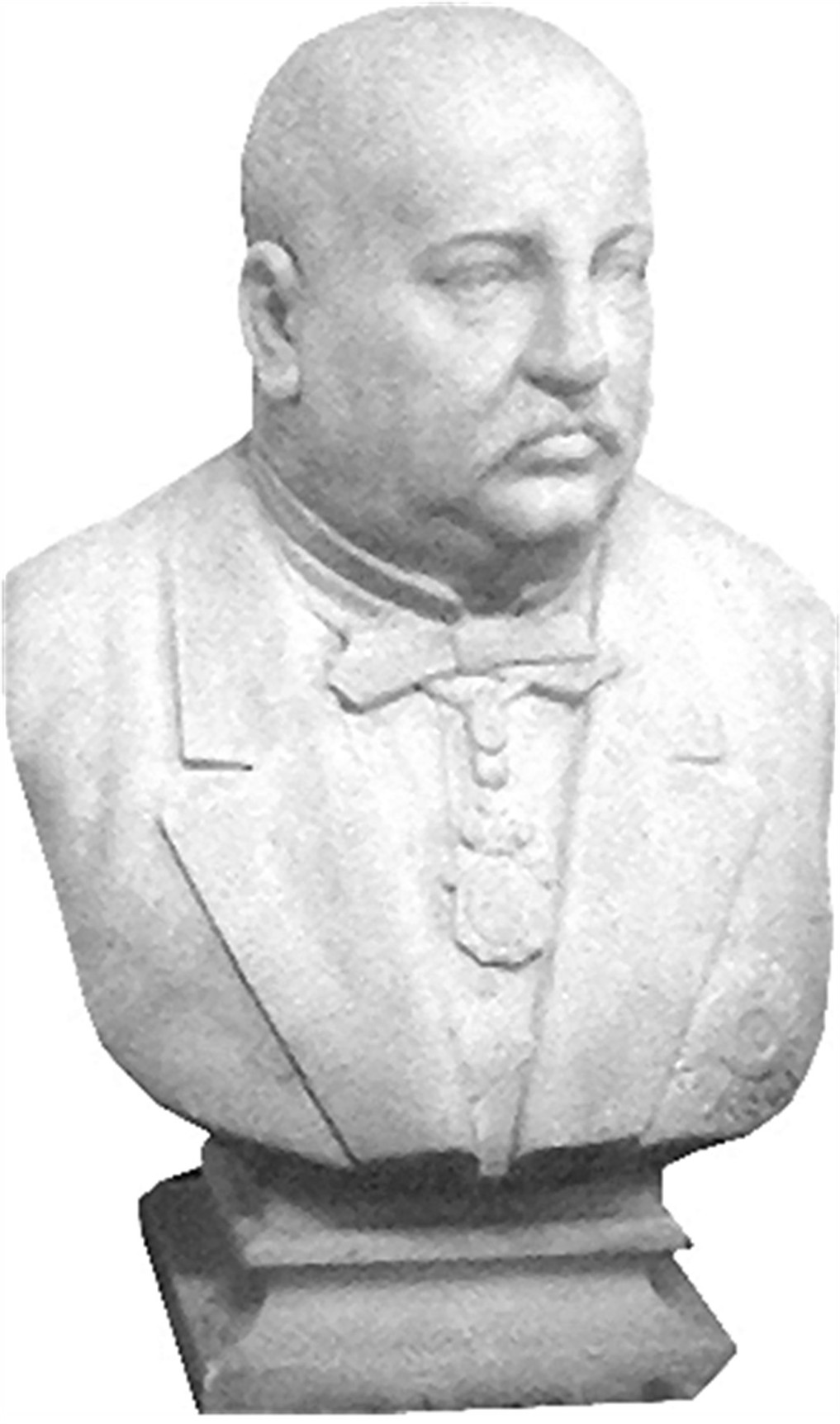
Dr. D.Enrique Ferrer y Viñerta L.Gilabert
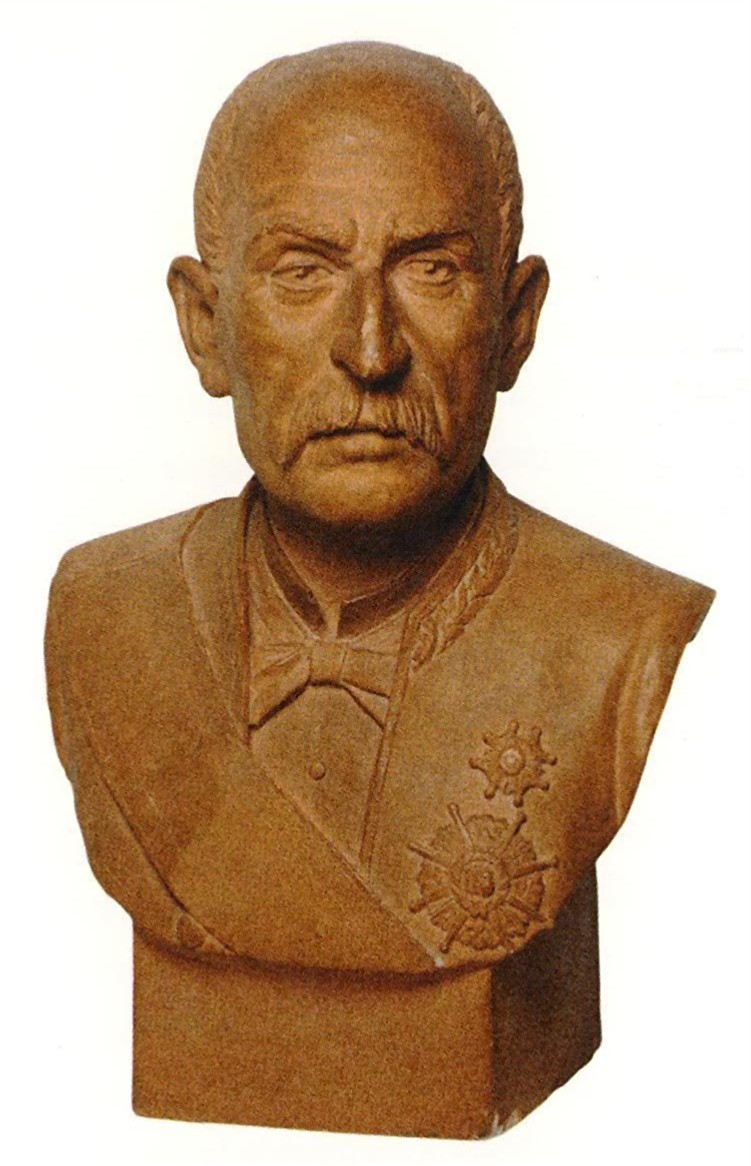
D. José Colomina Arquer, marqués de Colomina L.Gilabert
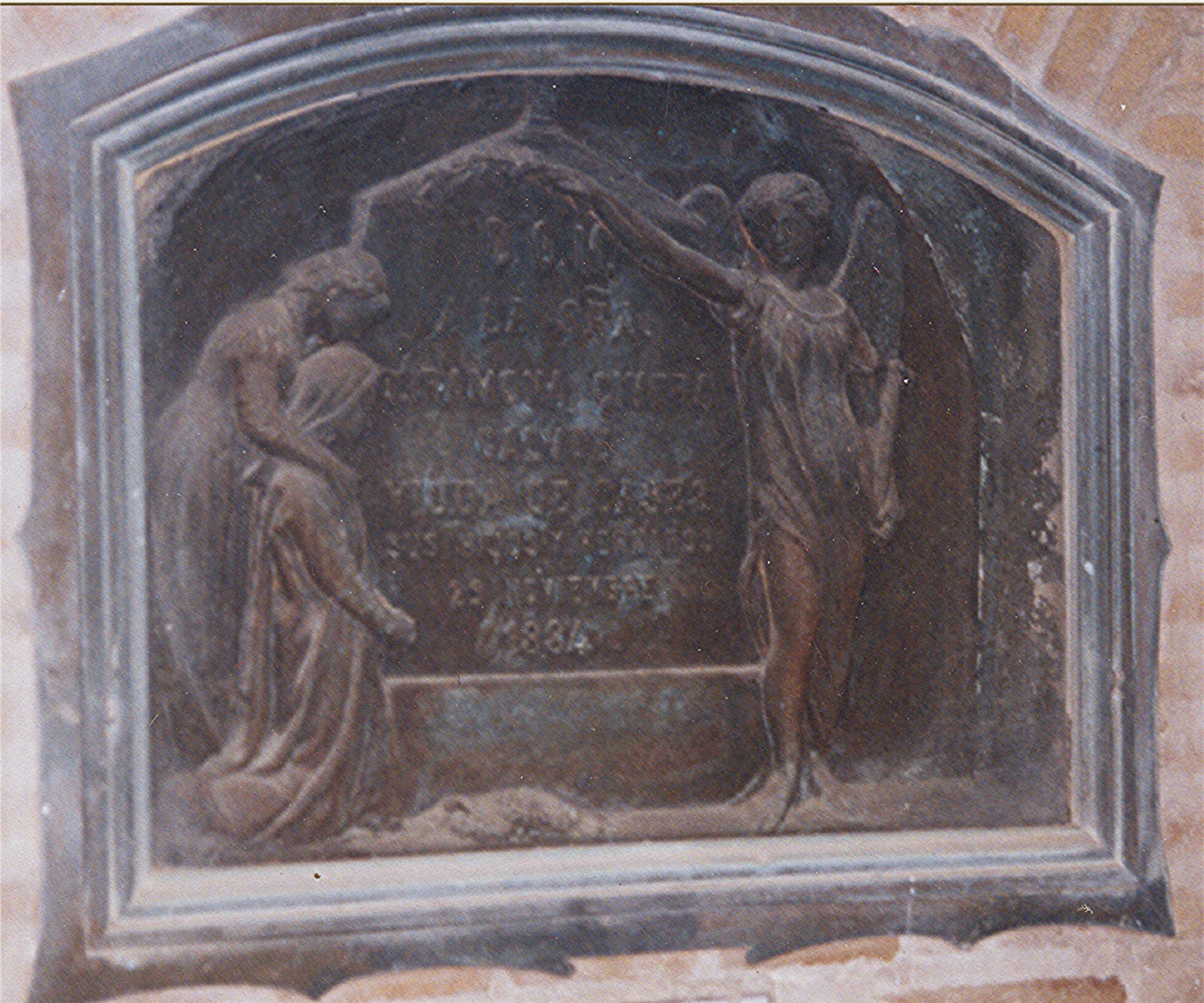
Lápida de Dña. Felipa Sanmartin y Gea de Ferrero L.Gilabert

### Lápidas
- D. José Gómez y Ventura-D.ª Dolores Niederleytner, padres del pintor Germán Gómez Niederleytner, fundida por CHIRRI, 1876.
- D. Valero Cases Domingo y su esposa Dña. Ramona Civera, fundida por Ríos, 1879.
- Dña. Felipa Sanmartin y Gea de Ferrero, madre política de Ramón Cases, (hierro), fundida por Ríos, 1882.
- D. Vicente Marín y Pascual, fundida por Ríos, 1882.
- Dña. Elena Gómez Reig de Dualde, 1882.

### Otras obras
Son de destacar también:
- Virgen de los Desamparados para el pintor don Vicente Soto y Rodríguez, colección particular, 1871.
- Copia del San Francisco de Alonso Cano (barro cocido), 1877.
- Grupo representando á una elegante señorita que con rubor desenreda la blonda de su manga de entre la cadena de reloj de un joven, mientras este la contempla a su sabor (barro cocido), 1877.
- Estatua ecuestre del rey D. Jaime (barro cocido), 1879.
- El amor afilando las flechas (barro cocido), 1879.
- Santa Teresa de Jesús (barro cocido), 1879.
- Estatuilla de Goya (bronce), fundida por Ríos, 1880.[7]
- Figura del Champagne (bronce), fundida por Ríos, 1882.
- Figura del Peleón (bronce), fundida por Ríos, 1882.

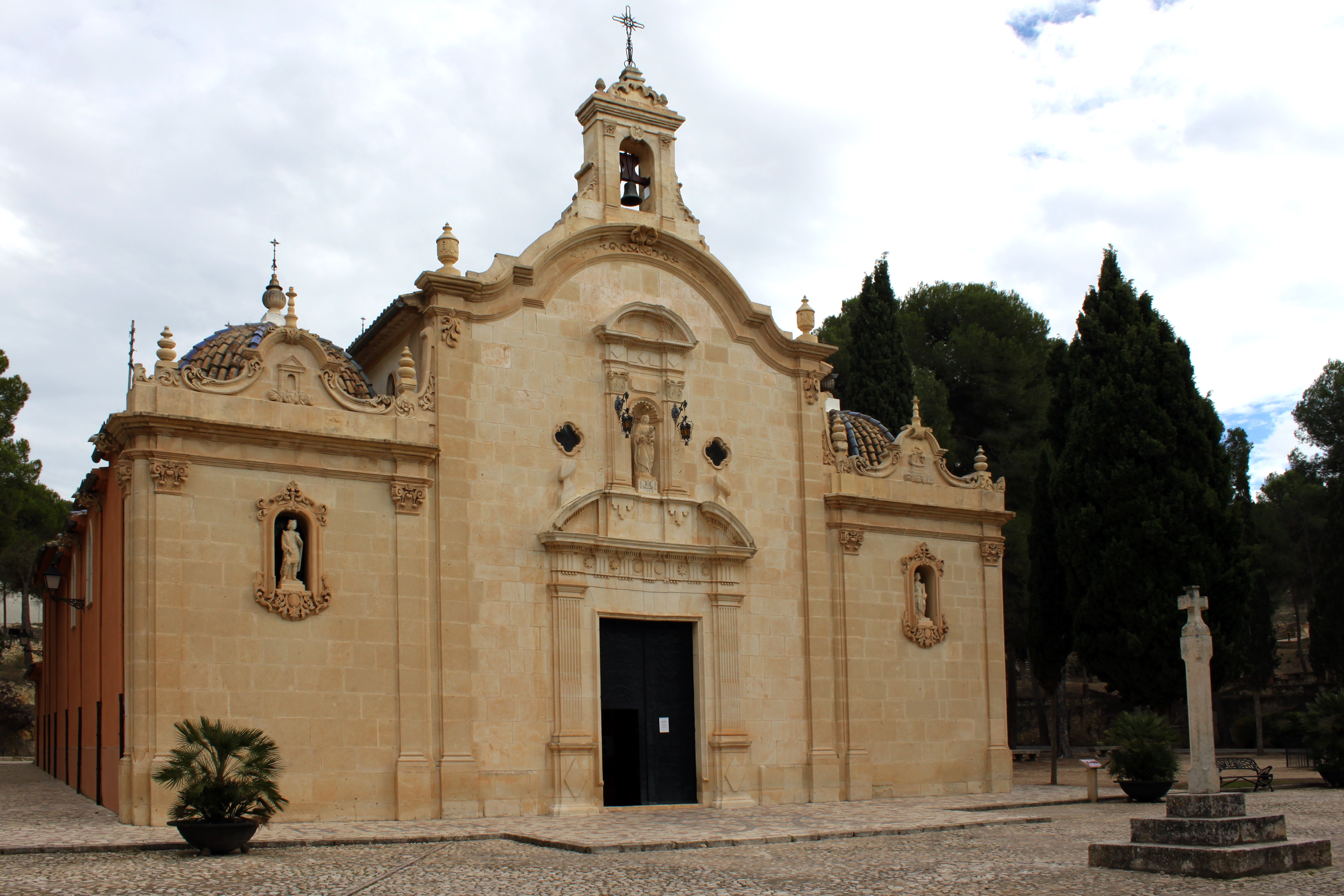
Biar, Santuario de la Virgen de Gracia

- Virgen de Gracia en piedra para Luis Santonja, marqués de Villagracia, para la fachada de la iglesia de Biar, 1884.
- Un tipo aragonés para decorar el Café de España, 1886.
- Virgen de los Desamparados para la Casa Regional de Valencia en Sevilla, 1890.
- Para el panteón del Sr. Mattón, un ángel con la rodilla doblada, sustentando en su diestra una corona de siemprevivas y apoyando la frente en su mano izquierda y en dolorosa actitud, 1891.

- Para la ciudad de Játiva realizó las estatuas, fundidas en bronce por Mariano Serneguet Royo, del Papa Calixto III (destruida en la contienda de 1936/39) y del pintor José de Ribera.

- En el Cementerio Municipal de Játiva reposan los restos de D. José Espejo Gil,[8] en un sepulcro, para el que cinceló en mármol Gilabert, su figura yacente.

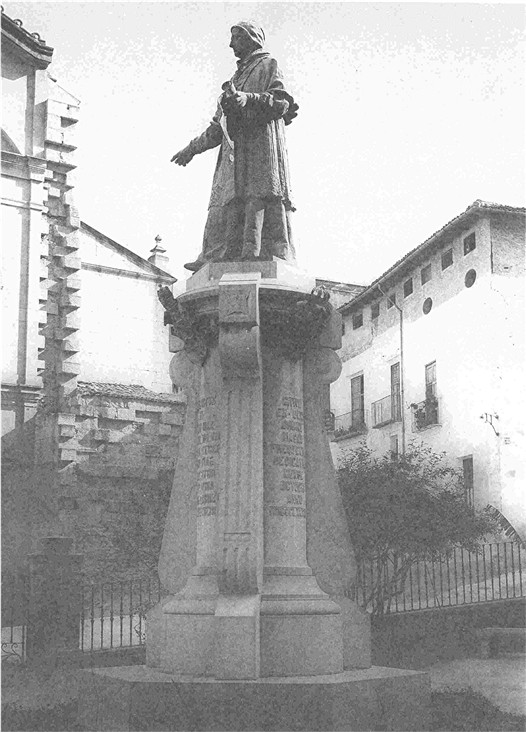
Calixto III (destruido),(Játiva) L.Gilabert
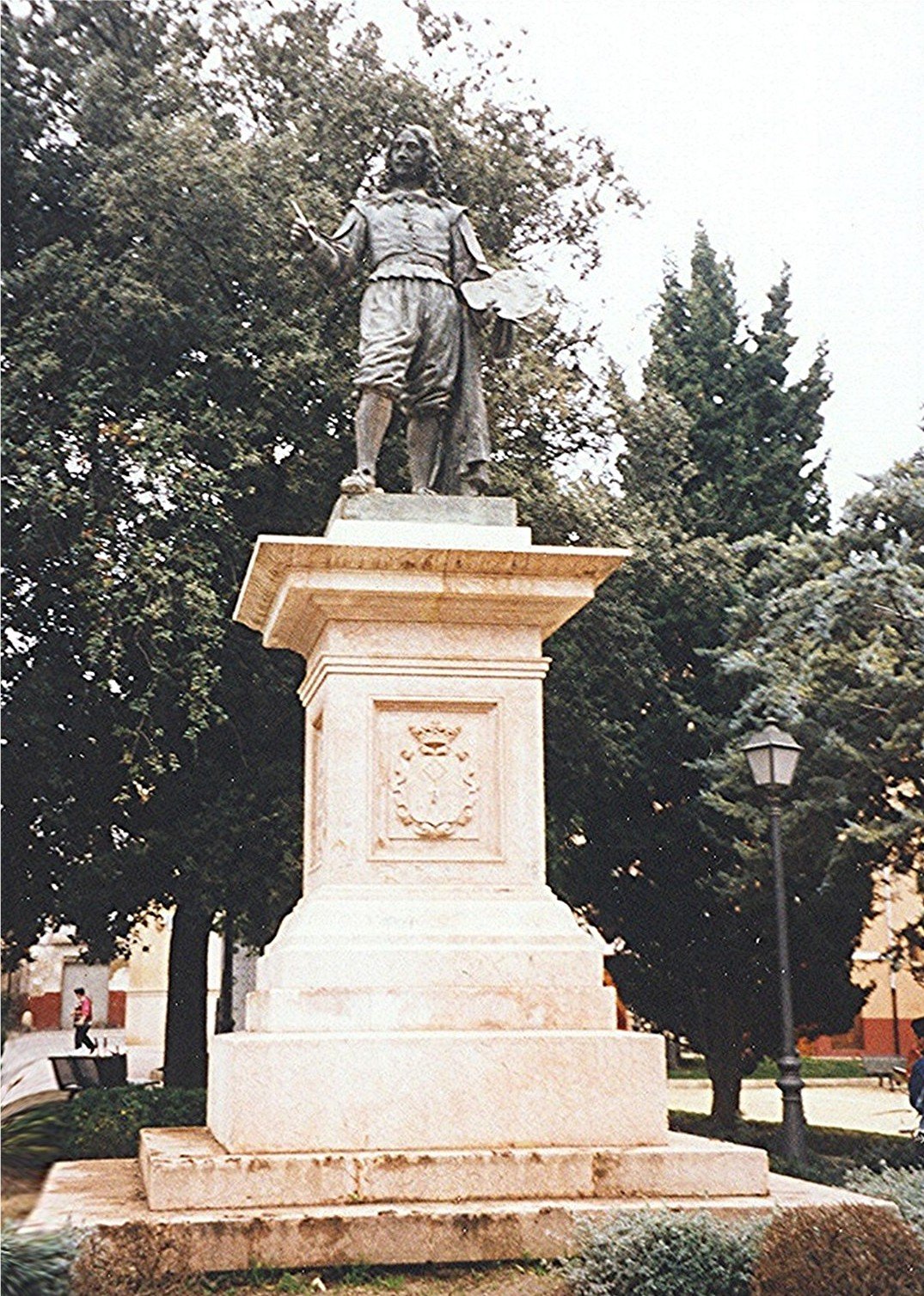
"El Españoleto" (Játiva) L.Gilabert
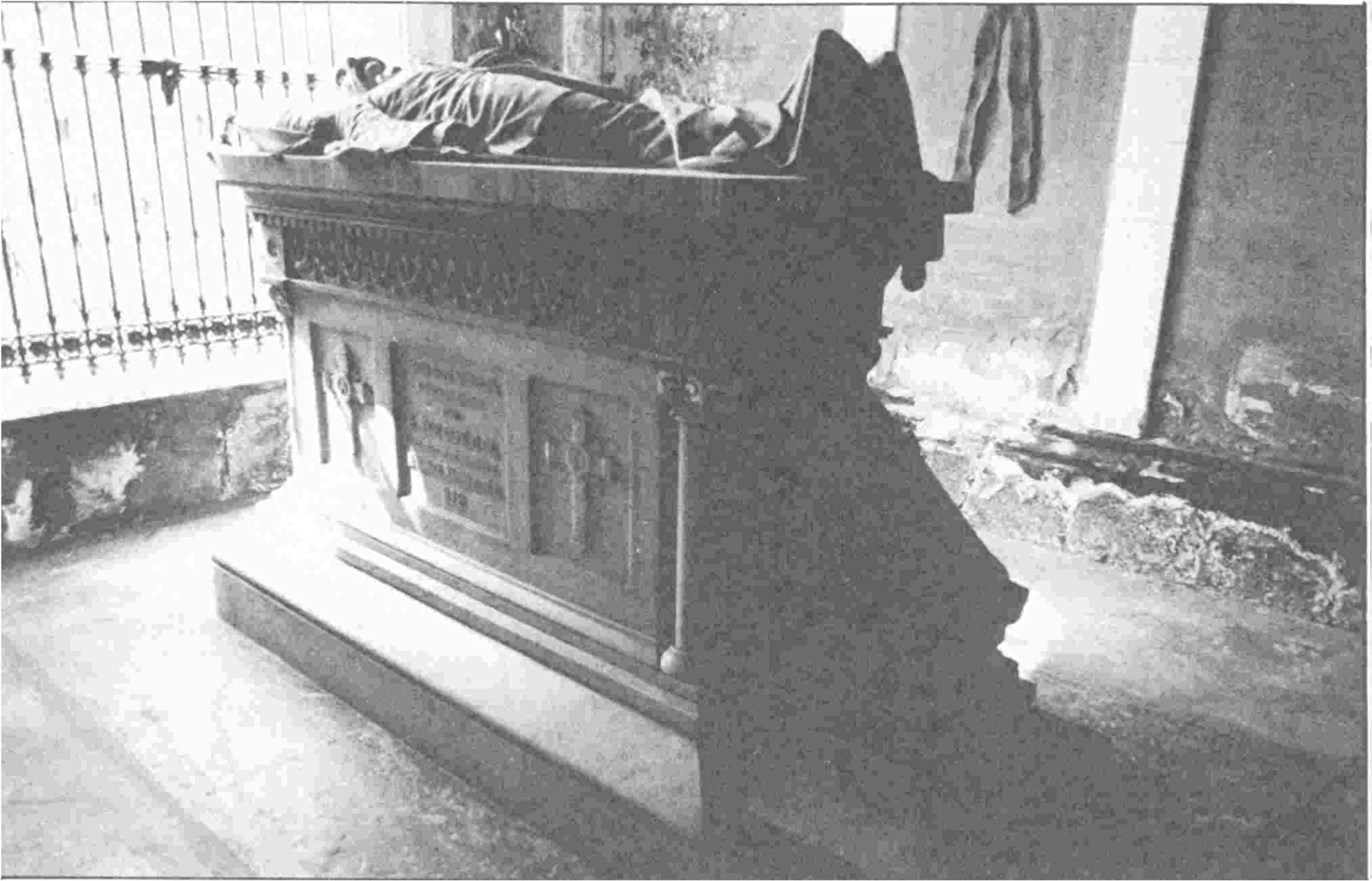
Panteón de D. José Espejo Gil (Játiva) L.Gilabert
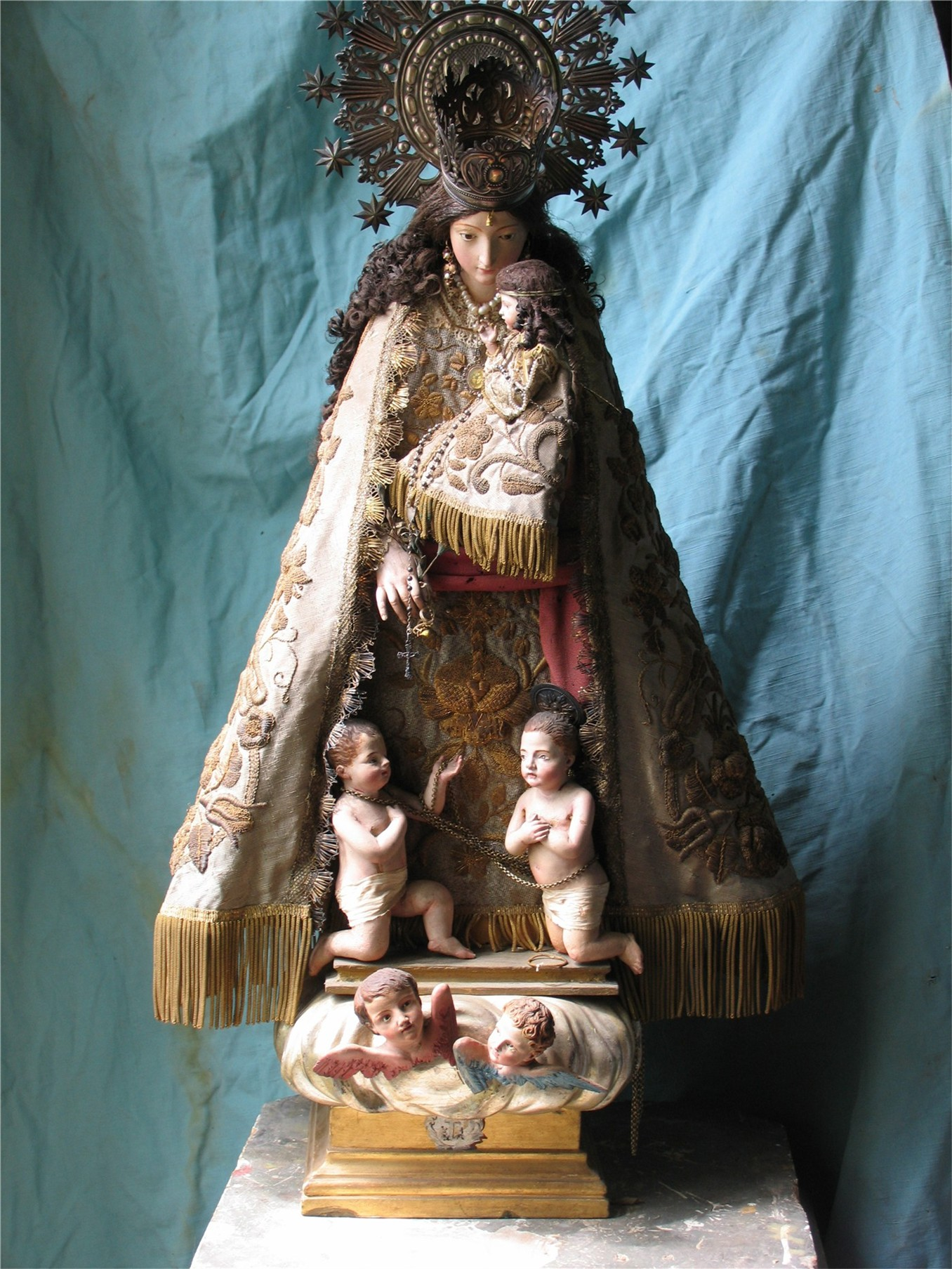
"Virgen de los Desamaparados" L.Gilabert

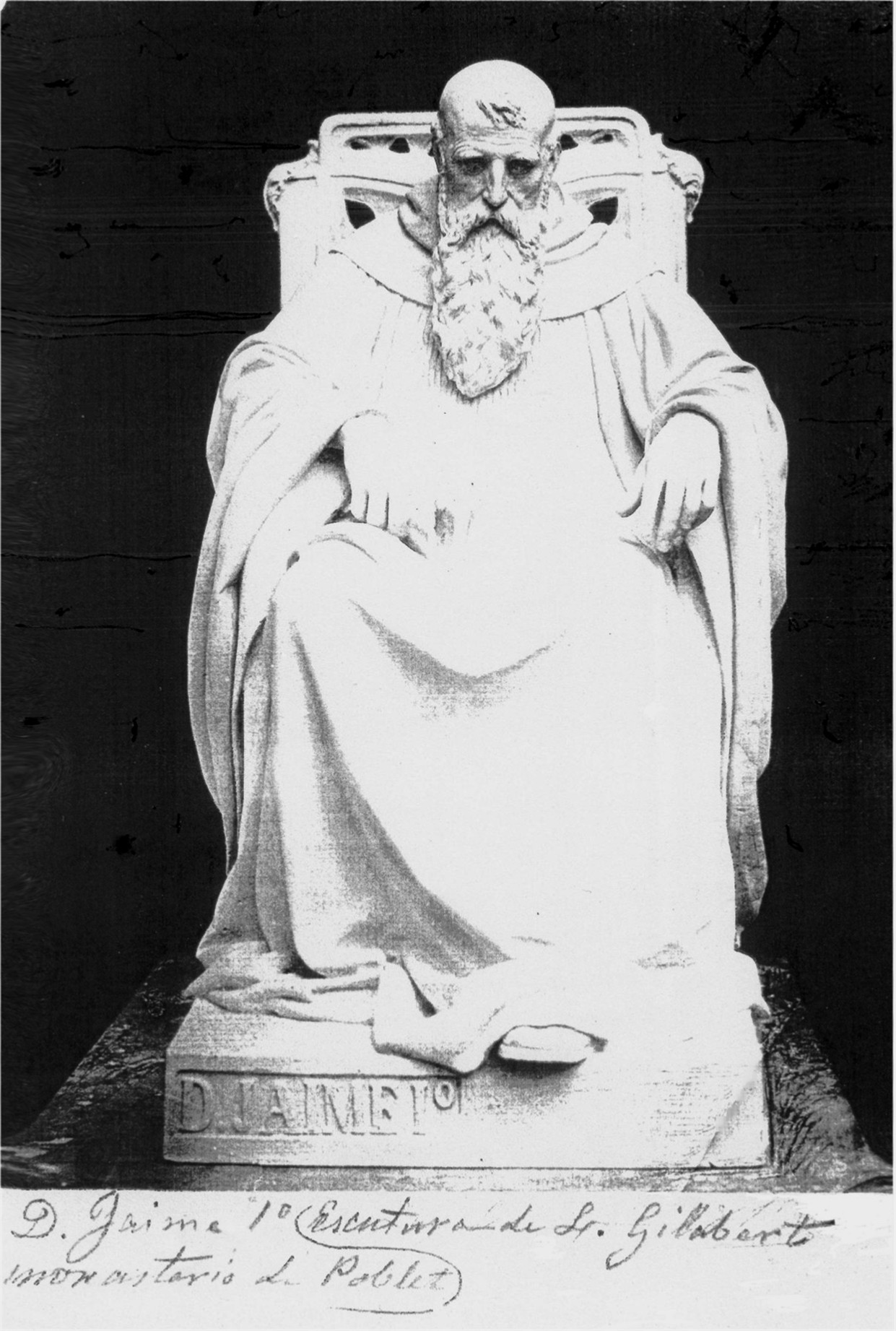
"Don Jaime I en sus últimos días" (desaparecida durante la guerra civil, 1936-1939). L.Gilabert.

### Obras desaparecidas
Entre sus obras escultóricas desaparecidas (o destruidas) en Valencia, durante la contienda de la guerra civil española de 1936/1939 no siendo Valencia zona de guerra, se destacan las de temas religiosos: Santa Ana (Hospital del Asilo de incurables de Juan Bautista Romero), Virgen de la Saleta (Iglesia de Santo Tomás y San Felipe Neri), San Sebastián Mártir (iglesia de San Sebastián) y en madera, una Purísima Concepción (1884), San Matías y San Juan para el Asilo del Marqués de Campo.
En la Exposición Regional de Bellas Artes de Valencia de 1873, fue premiada con medalla de oro, la estatua sedente de Jaime I en sus últimos días, realizada para el Monasterio de Poblet y cincelada en alabastro, que también fue destruida en la citada contienda.